# Otospermophilus beecheyi
Il citello di Beechey o citello della California (Otospermophilus beecheyi (Richardson, 1829)) è uno scoiattolo terricolo molto comune e facilmente osservabile presente negli Stati Uniti occidentali e nella penisola di Bassa California; è particolarmente diffuso in Oregon e in California e recentemente ha esteso il suo areale nello stato di Washington e nel Nevada nord-occidentale. Classificato in passato nel genere Spermophilus come Spermophilus beecheyi, è stato riclassificato nel genere Otospermophilus nel 2009, quando gli studiosi hanno dimostrato che il genere Spermophilus non costituisce un gruppo monofiletico. Uno studio particolarmente approfondito su questa specie è stato pubblicato nel 2016.

## Etimologia
John Richardson, che descrisse originariamente la specie battezzandola Arctomys (Spermophilus) beecheyi, o «marmotta di Beechey», la chiamò così in onore di Frederick William Beechey, un esploratore e ufficiale di marina britannico degli inizi del XIX secolo.

## Descrizione

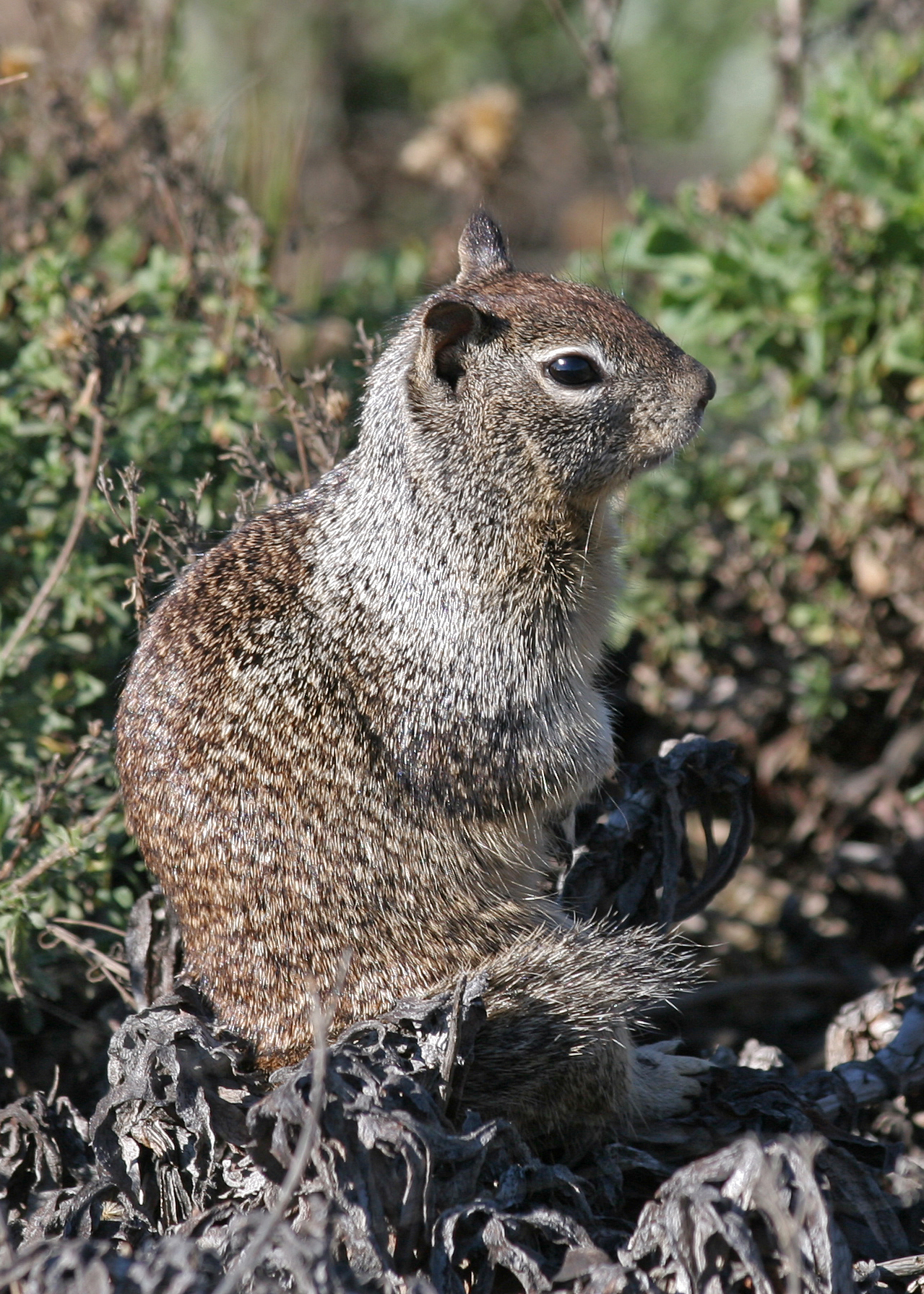

Le parti superiori del citello sono screziate, in quanto la pelliccia è costituita da un insieme di peli di colore grigio, marrone chiaro e scuro. Le spalle, il collo e i fianchi sono di un grigio più chiaro. La pelliccia intorno agli occhi è biancastra. Le parti inferiori sono più chiare, beige o giallo-grigiastro. Testa e corpo misurano circa 30 cm e la coda altri 15 cm. Il peso varia tra 280 e 738 g. La coda è relativamente folta per un citello e, a una rapida occhiata, il citello di Beechey potrebbe essere scambiato per uno scoiattolo volpe orientale.
Come gli altri citelli, anche quelli di Beechey vivono in tane sotterranee che si scavano da soli. Alcune di queste sono comunitarie, ma ogni esemplare ha il proprio ingresso. Sebbene diventino facilmente docili nelle aree comunemente frequentate dagli esseri umani, tanto da imparare rapidamente a prendere il cibo lasciato od offerto loro dai campeggiatori, trascorrono la maggior parte del tempo entro 25 m dalla tana e raramente si allontanano a più di 50 m da essa.
Nelle zone più fredde del loro areale i citelli di Beechey vanno in letargo per diversi mesi, ma nelle zone in cui d'inverno non nevica la maggior parte dei citelli è attiva tutto l'anno. Nelle zone dove le estati sono calde possono anche andare in estivazione per un periodo di pochi giorni
I citelli di Beechey vengono spesso considerati dannosi per i giardini e i parchi, in quanto mangiano piante e alberi ornamentali. Si nutrono comunemente di semi, come quelli di avena, ma mangiano anche insetti come grilli e cavallette, oltre a vari frutti. La formula dentaria di O. beecheyi è I: {\displaystyle {\frac {1}{1}}}; C: {\displaystyle {\frac {0}{0}}}; Pm: {\displaystyle {\frac {2}{1}}}; M: {\displaystyle {\frac {3}{3}}\times 2\,=\ 22}.

## Biologia

### Riproduzione
La stagione degli amori del citello di Beechey cade all'inizio della primavera e tende a durare solo poche settimane. Le femmine sono promiscue, quindi i piccoli di una stessa cucciolata possono avere padri diversi. Partoriscono un'unica volta all'anno, dando alla luce da cinque a undici piccoli dopo un mese circa di gestazione. I piccoli aprono gli occhi a circa cinque settimane e raggiungono la maturità sessuale intorno all'anno di età.
I giovani presentano una colorazione più chiara degli adulti; la muta avviene a circa otto settimane di età, quando lasciano le tane. I citelli di Beechey possono vivere fino a sei anni.

### Alimentazione

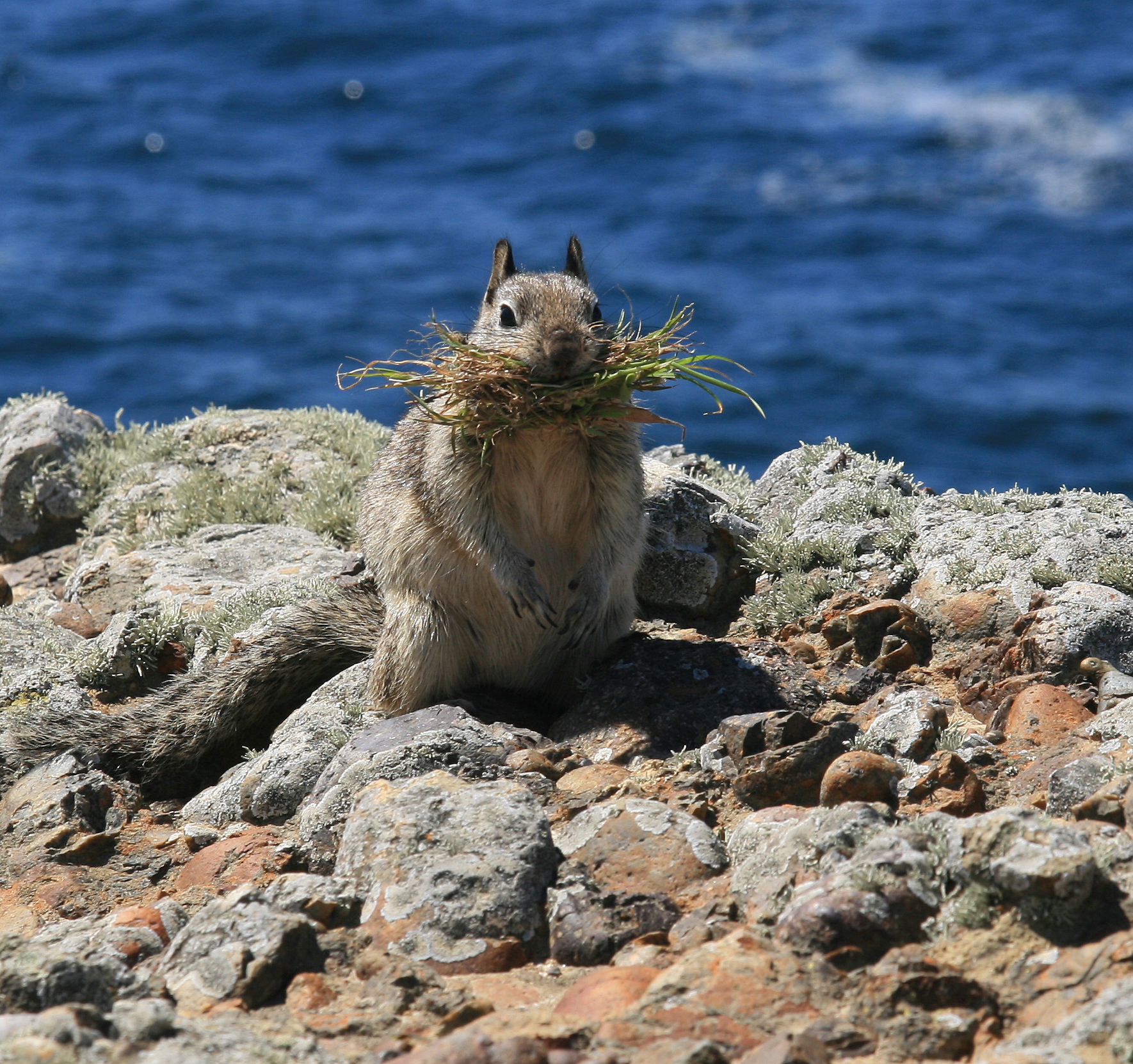
Un citello di Beechey a Point Lobos.

I citelli di Beechey usano le loro tasche nelle guance per immagazzinare più cibo di quello che può essere consumato in una sola volta e conservarlo per una data successiva. Sono per lo più erbivori e la loro dieta è costituita prevalentemente da semi, cereali, noci, frutta e, talvolta, radici.

### Predatori
I citelli di Beechey sono spesso preda dei serpenti a sonagli, nonché di aquile, procioni, volpi, tassi e donnole. A partire dagli anni '70, uno studio di ricerca interdisciplinare dell'università della California di Davis ha dimostrato che i citelli utilizzano un'ampia varietà di tecniche per ridurre le predazioni da parte dei serpenti a sonagli. Gli esemplari adulti di alcune popolazioni presentano diversi livelli di resistenza al loro veleno. In altri casi le femmine con i piccoli masticano pelli di serpenti a sonagli e poi leccano sé stesse e i cuccioli (che non sono mai resistenti al veleno prima di un mese di età) per mascherare il loro odore. Inoltre, quando un serpente a sonagli viene avvistato, i citelli lo bersagliano scagliandogli addosso sabbia con le zampe posteriori o molestandolo in altri modi, spingendolo ad agitare il sonaglio della coda e consentendo così ai citelli di valutarne le dimensioni e il livello di attività (che dipende dalla temperatura del sangue).
Un'altra strategia prevede che un citello surriscaldi e muova qua e là la coda. Durante la caccia, infatti, i serpenti a sonagli si affidano principalmente alle fossette che hanno sul muso per rilevare la preda grazie alla radiazione infrarossa. Il movimento della coda calda sembra che indichi al serpente un messaggio del tipo: «Non sono una minaccia, ma sono troppo grande e veloce perché valga la pena di darmi la caccia». Queste due tecniche di confronto distraggono anche il rettile da qualsiasi tana di citello nelle vicinanze contenente cuccioli.
Il movimento della coda da un lato all'altro, detto tail-waving, aiuta il citello a scoraggiare gli attacchi del serpente. Nei casi osservati i serpenti attaccavano i citelli che esibivano il tail-waving a una distanza più breve rispetto a quelli che non lo facevano e la maggior parte dei citelli che agitava la coda riusciva a schivare con successo gli attacchi. Il successo di queste schivate, insieme al fatto che i citelli adulti sono più grandi di quelli giovani, aiuta a scoraggiare i predatori, poiché i serpenti a sonagli hanno 1,6 volte più probabilità di essere dissuasi dall'attaccare un'area dopo un incontro con un citello adulto. In 30 interazioni con i serpenti su 45, il comportamento di tail-waving dei citelli ha dissuaso il serpente dal seguirne le tracce e il serpente ha aspettato che il citello se ne andasse prima di prendere in considerazione l'idea di attaccare di nuovo, dimostrando che tale comportamento scoraggia le aggressioni da parte dei serpenti. Ciò è dovuto al fatto che i citelli adulti sono vigili, sembrano più minacciosi e in grado di schivare con maggior successo gli attacchi. Possono anche usare il tail-waving per segnalare ad altri citelli nella zona che un serpente a sonagli o un altro predatore è stato recentemente localizzato. Sebbene sia stato scoperto che i citelli mostrano il tail-waving anche quando non è presente alcun predatore, agitano la coda più velocemente e più a lungo quando individuano un predatore o quando si trovano in un'area in cui ne è stato avvistato uno di recente.
Anche il comportamento di vigilanza dei citelli costituisce un meccanismo di difesa per evitare le predazioni. Oltre al tail-waving, è stato notato che i citelli sono più vigili e allarmati se un predatore era stato di recente nell'area di quanto non lo fossero se non fosse stato rilevato alcun predatore. Se i citelli sono consapevoli di trovarsi in un'area in cui vi sono stati recentemente dei serpenti a sonagli, dedicano più tempo alla vigilanza e alla localizzazione dei predatori che alla ricerca del cibo di quanto non farebbero in un ambiente in cui non credono vi siano predatori. È stato scoperto che questi citelli vigili hanno un tempo di reazione più rapido a uno stimolo predatorio e saltano più in alto e più lontano di un citello che non era così vigile. In uno studio effettuato in un ambiente simulato, il 60% dei citelli che si trovavano in un ambiente dove avevano incontrato un serpente di recente ha mostrato un comportamento di balzo evasivo, che li spinge più lontano dai loro aggressori; il 20% ha mostrato questo comportamento durante l'incontro con un serpente e circa il 5% quando non era presente alcun serpente e non era stata rilevata alcuna minaccia. Ciò mostra che i citelli sono più attenti, vigili e pronti a sfuggire a un aggressore dopo averne visto uno di recente.